# Jarkko Ala-Huikku

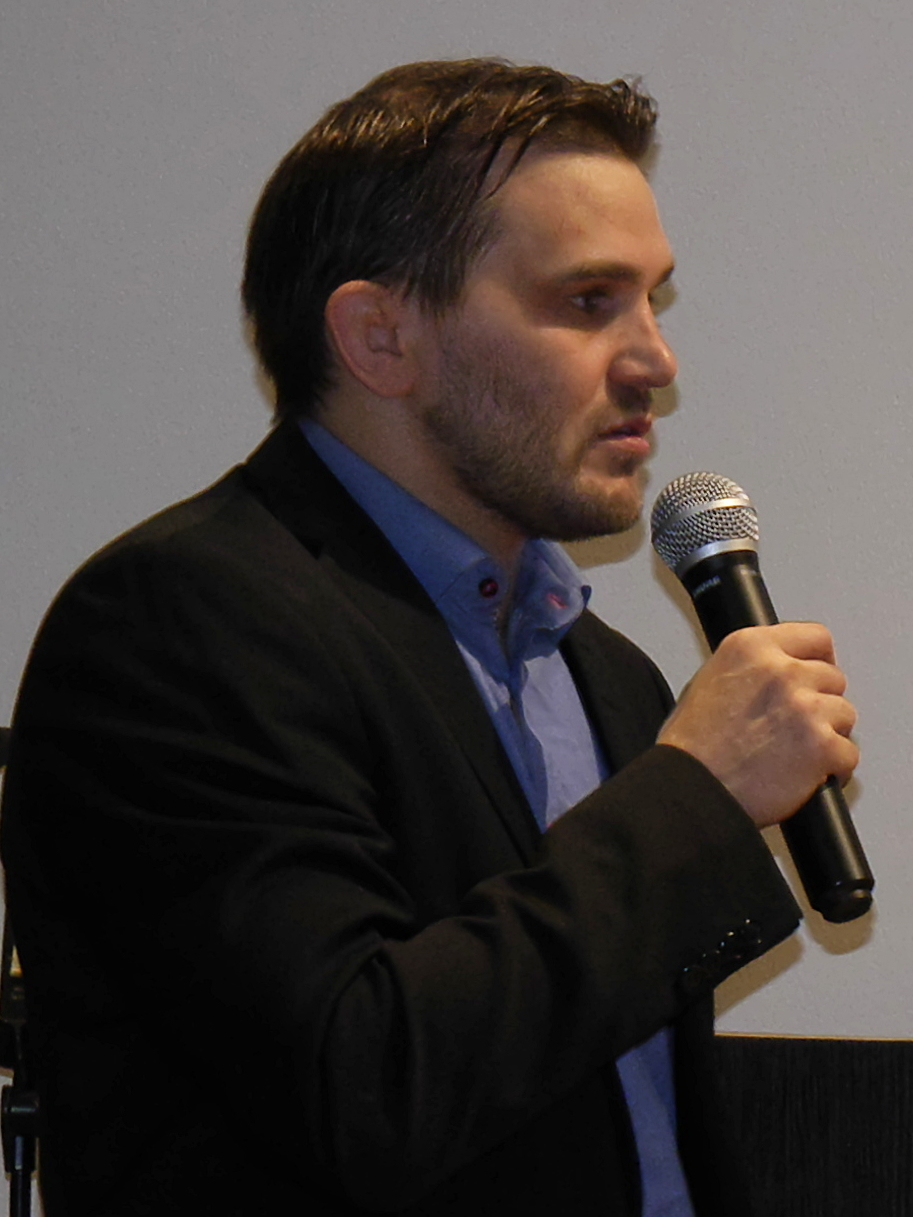
Jarkko Ala-Huikku, 2018

Jarkko Tapani Ala-Huikku (* 31. Januar 1980 in Seinäjoki) ist ein ehemaliger finnischer Ringer. 2008 wurde er Europameister im griechisch-römischen Stil in der Kategorie bis 60 kg.

## Laufbahn
Ala-Huikkus Heimatverein war Ilmajoen Kisailijat, wo er vom Vater Marko Yli-Hannukselas, Seppo Yli-Hannuksela, trainiert wurde. Seit 2002 rang er beim bayerischen Bundesligisten SV Siegfried Hallbergmoos-Goldach. Dort hatte er mit Jani Haapamäki und Kim-Jussi Nurmela gleich zwei Landsleute in der Mannschaft.
Sein größter Erfolg als Junior war der dritte Platz bei der Weltmeisterschaft 2000 in Nantes. Im selben Jahr startete er erstmals auch bei den Senioren. 2007 wurde er dritter Europameister, im Jahr darauf feierte er nach einem Finalsieg bei den Europameisterschaften 2008 in Tampere über Armen Nasarjan den wohl wichtigsten Erfolg seiner Karriere.
Bei den Olympischen Spielen im selben Jahr scheiterte Ala-Huikku bereits in seinem ersten Kampf am späteren Bronzemedaillengewinner Ruslan Tümönbajew aus Kirgisistan und kam unter 20 Teilnehmern nur auf Rang 18. Die Olympischen Spiele 2012 in London stellten sein letztes großes internationales Turnier dar. Ala-Huikku konnte sich auch hier wie bei den vergangenen Weltmeisterschaften nicht durchsetzen und scied nach einer Niederlage gegen den Franzosen Tarik Belmadani, dem späteren Neuntplatzierten, aus.
Ala-Huikku hat eine Körpergröße von 1,62 Meter. Im Januar 2013 erklärte er seine Karriere für beendet.

## Erfolge
- 2000, 21. Platz, EM in Moskau, GR, bis 58 kg, Sieger: István Majoros, Ungarn vor Armen Nasarjan, Bulgarien
- 2002, 17. Platz, WM in Moskau, GR, bis 60 kg, nach einer Niederlage gegen Oleksandr Chwoschtsch, Ukraine und ein Sieg über Ermik Jumabekow, Kasachstan
- 2003, 14. Platz, WM in Créteil, GR, bis 60 kg, nach Siegen über Ali Ashkani Agboloag, Iran und Jiang Sheng, China und einer Niederlage gegen Armen Nasarjan
- 2007, 3. Platz, EM in Sofia, GR, bis 60 kg, nach Siegen über Andrejs Zjatkovs, Lettland, Hugo Passos da Silva, Portugal, Tomasz Swierk, Polen und Emil Milew, Bulgarien und einer Niederlage gegen Eusebiu Diaconu, Rumänien
- 2007, 5. Platz, WM in Baku, GR, bis 60 kg, nach Siegen über Christos Gikas, Griechenland und Song-Il Ho, Nordkorea und Niederlagen gegen David Bedinadse, Georgien und Eusebiu Diaconu
- 2008, 1. Platz, EM in Tampere, GR, bis 60 kg, nach Siegen über Michal Radnoti, Slowakei, Edward Barsegjan, Polen, Sebastien Hidalgo, Frankreich, Håkan Nyblom, Dänemark und Armen Nasarjan
- 2008, 18. Platz, OS in Peking, GR, bis 60 kg, nach einer Niederlage gegen Ruslan Tümönbajew, Kirgisistan
- 2009, 23. Platz, EM in Vilnius, GR, bis 66 kg, nach einer Niederlage gegen Manuchar Tschadaija, Georgien
- 2009, 25. Platz, WM in Herning, GR, bis 60 kg, nach einer Niederlage gegen Ruslan Israfilow, Ukraine
- 2010, 21. Platz, WM in Moskau, GR, bis 60 kg, nach einer Niederlage gegen Ruslan Tümönbajew, Kirgisistan
- 2011, 18. Platz, WM in Herning, GR, bis 60 kg, nach einem Sieg über Patrick Stadelmann, Schweiz und einer Niederlage gegen Davor Štefanek, Serbien
- 2012, 16. Platz, OS in London, GR, bis 60 kg, nach einer Niederlage gegen Tarik Belmadani, Frankreich

2000 und 2002 startete er bei den Weltuniversitätsmeisterschaften. Dabei belegte er die Plätze vier und drei.

## Finnische Meisterschaften
- 1996, 2. Platz, GR, bis 48 kg, hinter Teemu Mattila und vor Teppo Haukilahti
- 1998, 5. Platz, GR, bis 54 kg, u. a. hinter Tero Katajisto und Sami Salminen
- 2000, 3. Platz, FS, bis 63 kg, hinter Marko Kaarto und Jerry Kvarnström
- 2000, 1. Platz, GR, bis 58 kg, vor Janne Kinnunen und Pasi Huhtala
- 2001, 6. Platz, GR, bis 58 kg, u. a. hinter Pasi Huhtala und Marko Isokoski
- 2002, 6. Platz, FS, bis 66 kg, u. a. hinter Tero Välimäki und Marko Kaarto
- 2006, 3. Platz, GR, bis 60 kg, hinter Jani Hermansson und Pasi Huhtala
- 2007, 1. Platz, GR, bis 60 kg, vor Esa Uimonen und Jani Hermansson
- 2008, 4. Platz, GR, bis 66 kg, hinter Tero Välimäki, Marko Tuomela und Ari Härkänen
- 2009, 1. Platz, GR, bis 66 kg, vor Sasu Kaasinen und Juha Hiltunen